# Cheick Tidiane Seck
Cheick Amadou Tidiane Seck (* 11. Dezember 1953 in Ségou) ist ein malischer Musiker (Keyboards, Arrangement und Komposition).

## Wirken
Seck stammt aus einer Musikerfamilie. Er gehörte in den 1970er Jahren neben Mory Kanté und Salif Keïta zu der legendären Rail Band, die im Buffet de l’Hotel de la Gare in Bamako beheimatet war. 1977 stand er mit Jimmy Cliff auf der Bühne. 1978 migrierte er mit einem Teil der Band nach Abidjan; dann zog er nach Paris, wo er seit 1985 tätig ist. Er trat dort mit Musikern wie Keïta, Fela Kuti und Youssou N’Dour auf, später auch mit Manu Dibango, Oumou Sangaré, Toumani Diabaté, Amadou & Mariam und Bassekou Kouyaté. Auch verfasste er Filmmusiken und legte Alben unter eigenem Namen vor. Daneben stehen Kollaborationen mit den Jazzmusikern Hank Jones (Sarala 1995), Dee Dee Bridgewater (Red Earth), Joe Zawinul (My People) und Graham Haynes (Griot Footsteps) sowie mit Rockmusikern wie Damon Albarn (Rocket Juice & the Moon). Er ist auch Teil des Projektes Black Lives – from Generation to Generation.

## Diskographie
- 2003: MandinGroove
- 2008: Sabaly
- 2013: Guerrier

## Filmographie
- Laada (1991, Komponist)
- Das Verbot (1995, Komponist)
- Tasuma (2003, Komponist)
- Cocody Johnny (2006, Interpret)
- Toiles d'araignées (2011, Komponist)
- Ta Kami (2021, Komponist)